# O Anjo da Noite
O Anjo da Noite é um filme brasileiro de 1974 dirigido por Walter Hugo Khouri.
Com locações em Petrópolis, o filme teve roteiro de Fernando César Ferreira e do próprio diretor — que também assina com o pseudônimo de Hugo Conrado.

## Sinopse
Num fim de semana em Petrópolis, moça vai trabalhar numa mansão como babá de duas crianças cujos pais viajaram. Estranhamente, começa a receber insistentes telefonemas anônimos, que a deixam aterrorizada.

## Elenco
- Selma Egrei .... Ana
- Eliezer Gomes .... Augusto
- Lilian Lemmertz .... Raquel
- Pedro Coelho .... Marcelo
- Rejane Saliamis .... Carolina
- Isabel Montes .... Beatriz
- Fernando Amaral .... Rodrigo
- Waldomiro Reis

## Prêmios e indicações
Festival de Gramado (1975)
- Vencedor nas categorias:

Melhor Ator (Eliezer Gomes)
Melhor Fotografia (Antônio Meliande)
Melhor Diretor
- Indicado na categoria Melhor Filme

Associação Paulista dos Críticos de Arte (1975)
- Vencedor (troféu APCA) nas categorias:

Melhor trilha sonora (Rogério Duprat)
Melhor filme
Instituto Nacional de Cinema (1974)
- Vencedor nas categorias:

Coruja de Ouro para Melhor Montagem (Mauro Alice)
Prêmio Adicional de Qualidade
Diários Associados (1974)
- Vencedor nas categorias:

Diploma "Melhores do Cinema em São Paulo"
Melhor Atriz Coadjuvante (Selma Egrei e Lilian Lemmertz)
Mostra Internacional do Filme Fantástico e de Terror (1974)
- Vencedor na categoria:

Prêmio Especial do Júri